# Zapardiel de la Ribera
Zapardiel de la Ribera es un municipio de España perteneciente a la provincia de Ávila, en la comunidad autónoma de Castilla y León. Está situado entre la vertiente norte de la sierra de Gredos y la sur de la de Villafranca (sierra de Castillejos) y es regado por el río Tormes. En 2017 contaba con una población de 113 habitantes. Forma parte del partido judicial de Piedrahíta y de la comarca de El Barco de Ávila-Piedrahíta. Consta de dos núcleos urbanos, Zapardiel de la Ribera y su anejo Angostura de Tormes o La Angostura.

## Toponimia

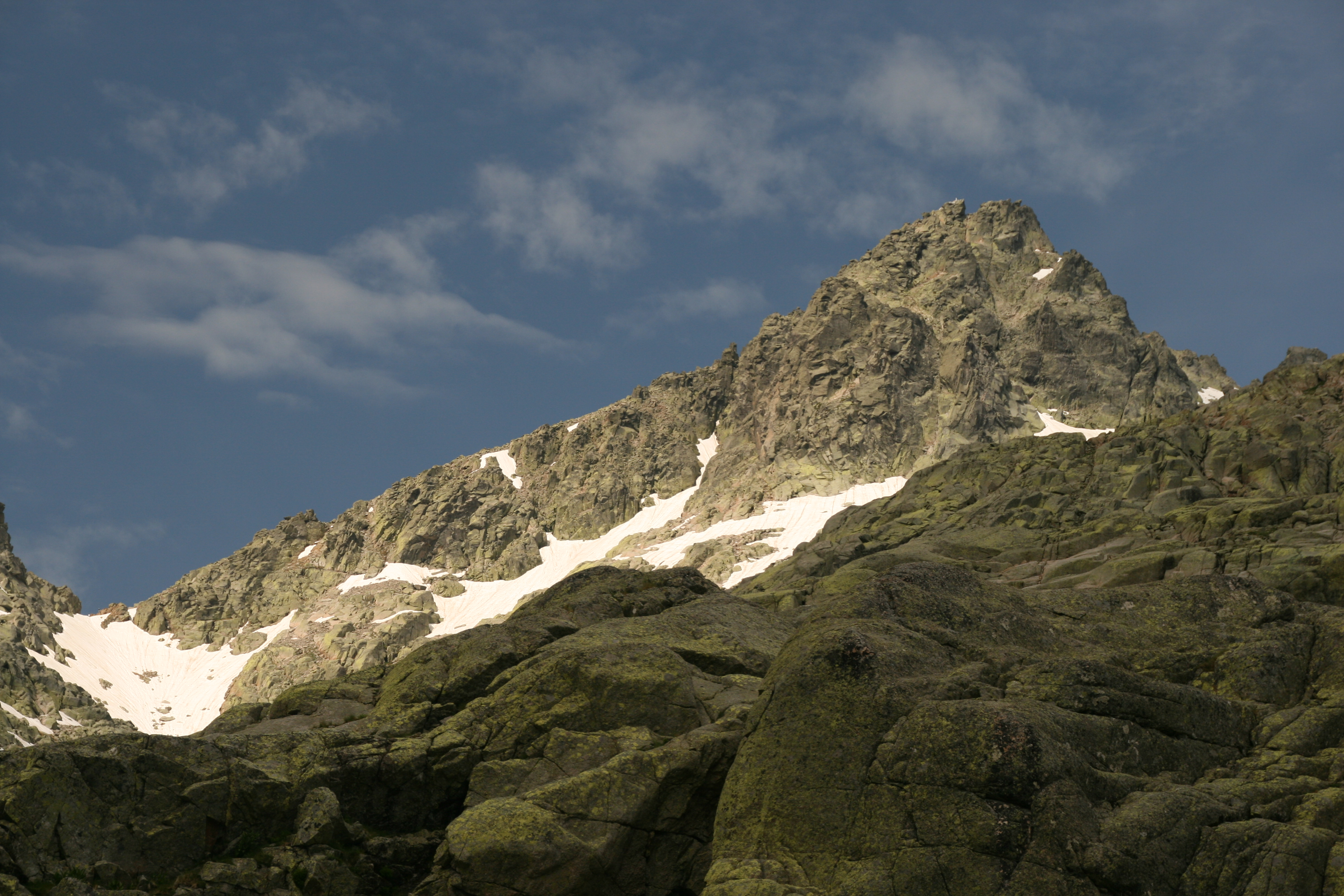
El Almanzor, el pico más alto del Sistema Central, se encuentra en el límite entre los municipios de Zapardiel de la Ribera y Candeleda.

Al igual que el río Zapardiel, se especula, aunque no hay pruebas al respecto, que el nombre pudiera proceder del hebreo Tspardelh que, en castellano, significaría «río de ranas». El vocablo debió transmitirse a través de los musulmanes que habitaron la comarca.[cita requerida]

## Geografía
Ubicación
El municipio está ubicado en pleno corazón de la sierra de Gredos y a orillas del río Tormes. A él se llega a través de la carretera C-500, a 90 km de Ávila capital, a medio camino entre el Parador de Gredos y El Barco de Ávila. La localidad cuenta con unas vistas a la sierra de Gredos, donde habita la cabra hispánica. Zapardiel de la Ribera es conocido en muchos lugares como el balcón de Gredos.[cita requerida] La localidad capital del municipio está situada a una altitud de 1349 m sobre el nivel del mar.
| Noroeste: Santiago de Tormes | Norte: Santiago de Tormes | Noreste: Navalperal de Tormes |
| Oeste: Santiago de Tormes    |                           | Este: Navalperal de Tormes    |
| Suroeste: Bohoyo             | Sur: Candeleda            | Sureste: Candeleda            |

Dentro de su término municipal se halla una parte del Parque Regional de la Sierra de Gredos, que abarca en su extensión el Almanzor (2592 m), la Galana (2568 m) y las Cinco Lagunas.

### Flora y fauna
Vegetación típica: roble, encina, chopo, pino, escobas, zarzamora, endrino, serval y otra gran variedad de plantas aromáticas como el tomillo, poleo, manzanilla, orégano, etc.
Cuenta con abundante fauna como buitre, águila calzada, salamandra, perdices, zorro, jabalí, gineta, nutria y, ante todo, la tan representativa cabra hispánica.

## Historia
Hacia mediados del siglo XIX, el lugar tenía contabilizada una población de 340 habitantes. Aparece descrito en el decimosexto volumen del Diccionario geográfico-estadístico-histórico de España y sus posesiones de Ultramar de Pascual Madoz de la siguiente manera:

ZAPARDIEL DE LA RIBERA: l. con ayunt. de la prov. y dióc. de Avila (10 leg.), part. jud. de Piedrahita (3), aud. terr. de Madrid(30), c. g. de Castilla la Vieja (Valladolid 29): sit. en una sierra bastante escarpada; le combaten con mas frecuencia los vientos N.E. y su clima es frio, padeciéndose por lo comun reumas. Tiene 100 casas inferiores inclusa la de ayunt.; escuela de instruccion primaria, comun á ambos sexos dotada con 200 rs., y una igl. parr. (Ntra. Sra. de la Asuncion) con curato de entrada y de provision ordinaria: en los afueras se encuentran 2 ermitas Ntra. Sra. de las Angustias y de la Soledad, con culto público á espensas de los fieles; un paseo con arbolado y diferentes fuentes de cuyas aguas se utilizan los vec. para sus usos. Confina el térm. N. Navasequilla; E. y S. Navalperal de la Rivera, y O. Aliseda; se estiende una leg. por N. y O. y 1/2 por E. y S. y comprende mucho monte en toda la circunferencia: le cruza el r. Tormes pasando por la parte N. El terreno es de inferior calidad. caminos: de herradura que dirigen á los pueblos limítrofes. correos: se reciben en la cab. del part. por un particular encargado de recogerlo. prod.: algun cereal y patatas; mantiene ganado lanar y vacuno; cria caza de liebres y perdices, y pesca de truchas. pobl.: 114 vec., 340 alm. cap. prod.: 837,750 rs. imp.: 33,330. ind.: 2,050. contr.: 6,661 rs. con 21 mrs.
(Madoz, 1850, p. 504)

Así comienza el ensayista catalán Bartolomé Soler, en su obra Patapalo, una descripción del Zapardiel de la Ribera a mediados del siglo XX:

Zapardiel de la Ribera era el calco un poco crecido de La Aliseda y de Bohoyo, de Horcajo de la Ribera, de Hoyos del Collado... Una iglesia, un solar con tufos de plaza, cinco callejas tachonadas de guijarros y otras cinco convertidas en arroyos unos días y en se queda unos meses, Maestro y maestra, y médico, veterinario y matarife, a medias con Navalperal. Una cruz de término, unas hornacinas, dos blasones de dudosa ejecutoria y una fuente con mucha, con poca y sin agua, según la caridad del cielo.

## Demografía
Zapardiel de la Ribera cuenta con una población de 92 habitantes (INE 2024).
| Gráfica de evolución demográfica de Zapardiel de la Ribera entre 1842 y 2021                                          |
| |
| Población de derecho según los censos de población del INE. Población de hecho según los censos de población del INE. |

## Patrimonio
- Iglesias y ermitas. La iglesia parroquial está consagrada a Santiago Apóstol, patrón del pueblo junto con Santa Apolonia. En su interior presenta fábrica de sillares bien labrados sobre columnas de madera, un buen artesonado y retablo dorado al fuego, así como el púlpito tallado de gran belleza. La pila bautismal data del siglo XV. Como curiosidad en la comarca, la torre es exenta (no comunica con la Iglesia interiormente), lo que hace pensar que pudo servir de atalaya. El pueblo también cuenta con dos ermitas: la de Nuestra Señora de la Asunción y Nuestra Señora de la Soledad.
- El molino. A la orilla del río Tormes, dando nombre a la zona conocida como "Charco del Molino", se encuentra situado sobre una gran roca de granito un molino de principios del siglo XIX con batán y canal medievales. A lo largo del recorrido del canal se observan también arcos medievales. Inicialmente se destinó a la molienda del trigo, para posteriormente producir electricidad para diversos pueblos cercanos. Desde el año 2000 es una casa rural que conserva gran parte de la estructura original.
- Nuevo puente. En diciembre de 2006 fue inaugurado por la vicepresidenta primera y portavoz de la Junta de Castilla y León, María Jesús Ruiz. El puente sustituye al anterior venido abajo tras una crecida del río en 2003 y construido en los años 60. Permitirá a los ganaderos y agricultores del pueblo cruzar el río para acceder a sus prados y al monte, aún en situación de lluvias torrenciales. En los alrededores del nuevo puente se ha construido una zona de barbacoas y aparcamientos para uso y disfrute público, además de columpios para los niños y un camino de losas de piedra que lleva a la zona del "Charco del Molino", una zona de baño de la cuenca alta del Tormes.
- Las Escuelas. Este conjunto arquitectónico situado a la salida del pueblo albergó hasta los años 70 el colegio público del pueblo. Son dos naves debido a la separación por sexos. Desde entonces han caído en abandono, siendo usadas en alguna ocasión como centro de reuniones y comidas festivas de los vecinos. Actualmente se encuentran en un intento de restauración en el que colaboran un Taller de formación de jóvenes de Piedrahíta, así como las instituciones.